# Cerro Zacatépetl
El cerro Zacatépetl es una formación de montaña ubicada al interior de la Ciudad de México, al poniente de la delegación Coyoacán (hoy, alcaldía Coyoacán). Conserva vestigios arqueológicos como edificios piramidales y petroglifos. En 2003 fue declarada como Área de Valor Ambiental del Distrito Federal.
Tiene una altura máxima de 2400 msnsm.

## Historia
Su formación data del periodo Cuaternario: posee vestigios arqueológicos que lo sitúan como un cerro sagrado para los pueblos habitantes de la Cuenca de México, a semejanza del Ajusco u otras elevaciones de las sierras aledañas, en los cuales realizaron rituales asociados a la lluvia, la agricultura y la fertilidad.
En este cerro los Mexicas celebraban una de sus tres festividades anuales del encendido de fuego, esta era llamada Tlacoquecholli (Mitad del mes Quecholli/Teokecholli), donde varios cazadores de distintos pueblos se reunían y encendian una hoguera en honor a Mixcoatl, la fiesta comenzaba el 16 de noviembre al alinearse las constelaciones Pléyades, Géminis y Orion, y terminaba 19 de noviembre. Fechas correlacionadas al actual calendario Gregoriano,
Johanna Broda ha sugerido su relación ritual con el edificio principal de la cercana zona de Cuicuilco, ya que las estructuras construidas en esta última y en el Zacatépetl, tienen una misma orientación "hacia el Popocatépetl en una línea señalada por la salida del sol en el solsticio de invierno". En la cima del Zacatépetl se encuentran además de los restos de siete edificios piramidales, senderos, restos de petroglifos arqueastronómicos, cerámica y terrazas agrícolas antiguas.

## Biodiversidad
Existe un registro de la biodiversidad del cerro en el sitio Naturalista - México